# Ферацано
Ферацано (итал. Ferrazzano) је насеље у Италији у округу Кампобасо, региону Молизе.
Према процени из 2011. у насељу је живело 638 становника. Насеље се налази на надморској висини од 835 м.

## Становништво
| 1936. | 1951. | 1961. | 1971. | 1981. | 1991. | 2001. | 2011. |
| ----- | ----- | ----- | ----- | ----- | ----- | ----- | ----- |
| 2.561 | 2.280 | 1.938 | 1.681 | 1.629 | 2.555 | 3.165 | 3.287 |